# Zalhanaua
Zalhanaua – wieś w Rumunii, w okręgu Prahova, w gminie Mănești. W 2011 roku liczyła 1008 mieszkańców.